# Mitogaku
Il termine Mitogaku (水戸学?) o scuola di Mito designa una scuola di pensiero storico giapponese di studi scintoisti, del periodo Edo, che aveva sede nella città di Mito (水戸市 Mito-shi?), ai giorni nostri la prefettura di Ibaraki.

## Storia
L'origine di questa corrente di pensiero risale al 1657 quando Tokugawa Mitsukuni, secondo Daimyō del dominio di Mito (水戸藩 Mito-han), commissionò la compilazione del Dai Nihonshi (大日本史) Storia del Grande Giappone. Tra gli studiosi riuniti per portare a buon fine questo progetto si trovavano Asaka Tanpaku (1656-1737), Sassa Munekiyo (1640-1698), Kuriyama Senpō (1671-1706) e Miyake Kanran (1673-1718).
Il punto di partenza fondamentale dell'impresa era in essenza neoconfuciano, basato sull'idea che lo sviluppo storico seguisse leggi morali. Tokugawa Mitsukuni credeva che il Giappone, in quanto nazione che aveva vissuto a lungo sotto la legge unificata dell'imperatore, fosse il perfetto esempio di una «nazione» come veniva intesa secondo il pensiero sinocentrico. Il Dai Nihonshi divenne così una storia del Giappone diretta dagli imperatori e metteva l'accento sul rispetto dovuto alla corte imperiale e alle divinità scintoiste.
Al fine di registrare fatti storici, i membri della scuola riunivano fonti locali e compilavano spesso le proprie opere storiche nel processo. Le prime borse Mitogaku erano orientate verso la storiografia e i lavori di erudizione.
Verso la fine del 18 secolo, il Mitogaku trattò questioni sociali e politiche contemporanee, cominciando l'era del Tardo Mitogaku. Il nuovo capo del clan Mito, Tokugawa Nariaki (1800-1860), allargò considerevolmente il campo di studio del Mitogaku istituendo il kōdōkan come scuola del clan. Oltre al pensiero confuciano e al kokugaku, la scuola s'pi interessò anche alle conoscenze della medicina, dell'astronomia e di altre scienze naturali.

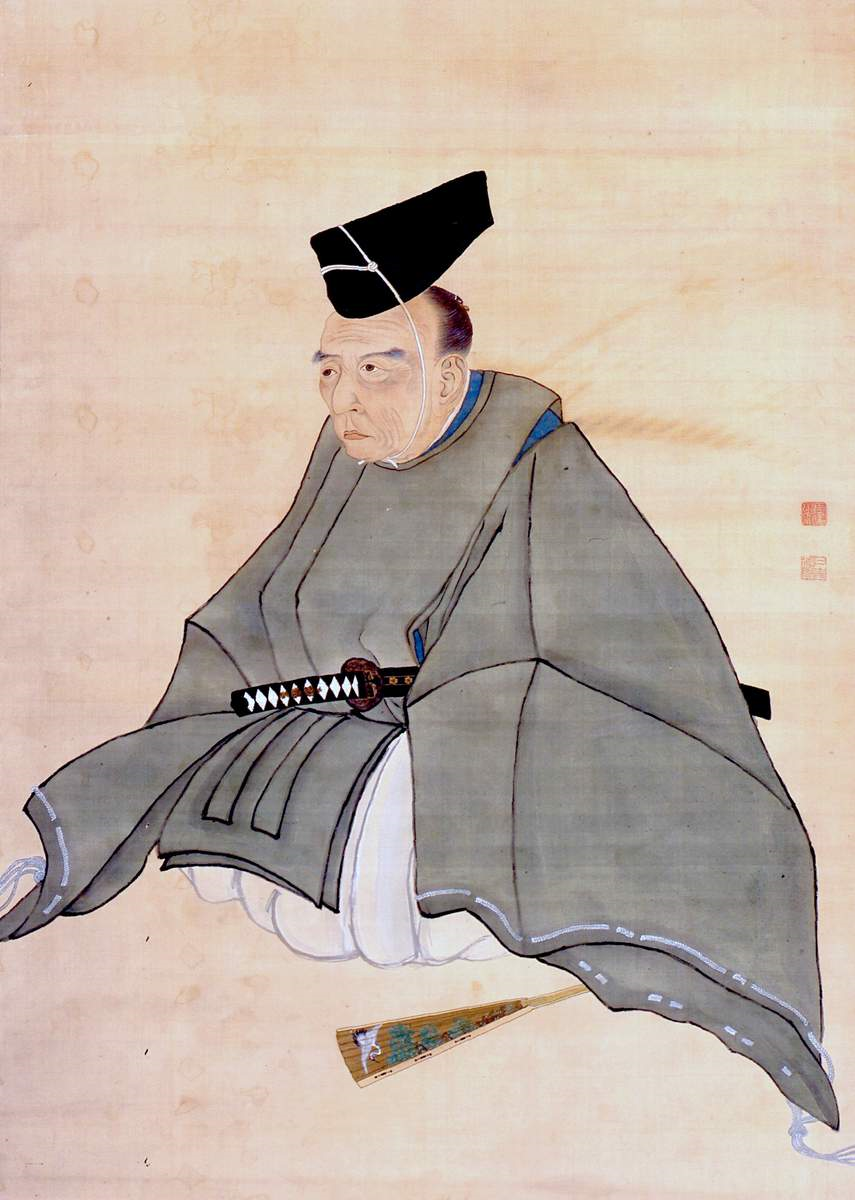
Aizawa Seishisai

La scuola Mitogaku durò al periodo del Bakumatsu. La scuola esercitò una notevole influenza sul movimento Sonnō jōi e divenne una delle forze motrici della restaurazione Meiji. Ciononostante, essa non riuscì a ottenere la protezione del nuovo governo e il kōdōkan fu smantellato mentre la sua biblioteca fu in gran parte acquisita dallo Stato.
Il Mito-shi Gakkai della città di Mito, nella prefettura di Ibaraki, sta intraprendendo ricerche sugli aspetti storici e ideologici del Mitogaku.
Tra le opere principali della scuola figurano lo Shintō shūsei, il Dai Nihon-shi e il Jingi Shiryō nonché collezioni e studi sui fudoki e studi sul Kogo Shūi.
La scuola di Mito (Mitogaku) fu un'influente scuola del pensiero giapponese che preconizzò l'isolazionismo, il nativismo e la venerazione dell'imperatore (tennoismo). Le origini di questo movimento neoconfuciano risalgono alla decisione di Mitsukuni di stabilire nel 1657 un'organizzazione storiografica conosciuta sotto il nome Shōkōkan. Mitsukuni reclutò ricercatori formati allo Shōkōkan per studiare la storia e la filosofia del Giappone. Mitsukuni fu all'origine della creazione del Dai Nihon-shi da parte dei ricercatori al fine di compilare una storia del Giappone che si sarebbe concentrata sul lignaggio imperiale. Ogni capitolo degli «annali» del Dai Nihon-shi si concentra sul regno di un dato imperatore. Il progetto, che richiese più di duecentocinquanta anni di lavoro, fu pubblicato ufficialmente nel 1906.
Mentre i ricercatori completavano il Dai Nihon-shi, il dominio di Mito affrontava problemi agricoli ed economici. A partire dal 1688, Mito fu rovinato finanziariamente e il malcontento crebbe nel dominio. Oltre alle questioni finanziarie, le carestie e le catastrofi naturali erano all'ordine del giorno. Nel 1709, i contadini scontenti organizzarono la più grande ribellione della storia del dominio. Il malcontento crescente spinse molti abitanti di Miko a cercare risposte ai nuovi problemi sociali nelle opere dei primi sapienti del Mitokagu, per il loro rispetto dell'imperatore e la loro ideologia ostile agli stranieri. Queste opere ispirarono ondate di nazionalismo e di lealtà verso la famiglia imperiale durante il XVII secolo.
Nel corso di questi anni di disordine, gli studi mito divenne una scuola rinomata del pensiero in Giappone. Sotto la direzione di Mitsukuni, il Dai Nihon-shi si allargò considerevolmente a sessantatré capitoli degli «Annali» e centosessantadue capitoli delle «Biografie» al momento della sua morte nel 1700. Nel 1720, gli eruditi di Mito terminarono gli «Annali» e le «biografie» e le offrirono al bakufu. Questi eventi segnalarono la fine dell'inizio della scuola di Mito. Nel corso dei sette decenni che seguirono, lo Shōkōkan fece pochissimi progressi con il Dai Nihon-shi senza la direzione di Mitsukuni. Nel 1786, Tachihara Suiken prese la direzione dello Shōkōkan e riprese il lavoro di compilazione. Fujita Yūkoku
accedette alla testa dell'istituto dopo Tachihara e operò perché questo si concentrasse prima sulla storia di questo periodo. Nel corso della fine del XVIII secolo, due fazioni emersero in seno allo Shōkōkan. Fujita e gli altri che si opponevano a Tachihara esortavano la soppressione delle «valutazioni» di Asaka Tanpaku nonché il cambio del nome Dai Nihon-shi in Nihon o Yamato. La lotta tra le due fazioni condusse infine all'assegnazione della residenza forzata a Fujita nel 1797. Nel 1807, Fujita era di nuovo in carica e Tachihara aveva lasciato l'istituto.

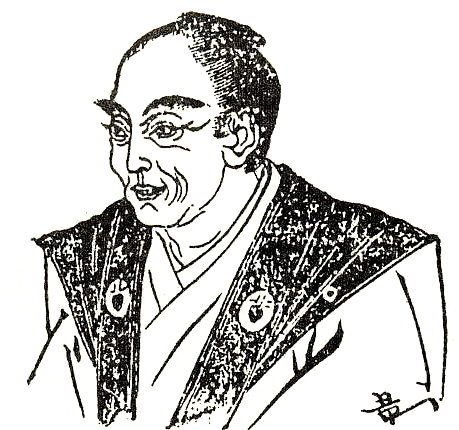
Fujita Tōko, ritratto estratto dal Teikoku jinmeijiten (帝国人名辞典; 1907)

Mentre il pensiero di Mito si sviluppava nel corso del XIX secolo, i letterati cominciarono a porre l'accento sul sentimento antioccidentale e sull'importanza dell'imperatore nella società giapponese. In particolare, gli eruditi Mito abbracciarono lo slogan politico Sonnō jōi che significa «Riverire l'imperatore ed espellere i barbari». Il sapiente Aizawa Seishisai fu il primo difensore di questa filosofia in Giappone. Egli scrisse nel 1825 le sue «Nuove proposte» che presentavano le sue idee sulla necessità di proteggere il Giappone dai «barbari» occidentali. Promuoveva il nativismo e l'opposizione alla forza, al commercio e ai sistemi di credenza occidentali. Fu particolarmente accanito nell'opporsi al cristianesimo che, a suo avviso, minava i valori giapponesi. Seishisai preconizzò ugualmente il sostegno all'imperatore come metodo per fare fronte alla minaccia occidentale dello straniero. In quest'opera, Seishisai avanzava anche l'idea di kokutai («essenza nazionale») che combinava la morale confuciana, i miti scintoisti e altre filosofie. Secondo Seishisai, la famiglia imperiale giapponese era composta di discendenti diretti di Amaterasu, la dea del sole, così che il Giappone era destinato a stabilire la norma appropriata che le altre nazioni dovevano imitare. Le «Nuove proposte» servirono da ispirazione per i nazionalisti giapponesi lungo tutto il XIX secolo fino alla restaurazione Meiji.
Il pensiero di Mito metteva l'accento su idee concernenti il ruolo della morale nel Giappone dei Tokugawa. Fujita Tōko, un eminente ricercatore, faceva notare che la civiltà giapponese sarebbe finita a causa di problemi interni piuttosto che minacce esterne. Altri scrittori della fine della scuola di Mito come Fujita Tōko e Seishisai convenivano anche la mancanza di autorità morale avrebbe indebolito il Giappone dall'interno ed esposto il paese all'invasione degli Occidentali. Molti dei sapienti di Mito, inquieti per il crollo economico, e in particolare Fujita, riconoscevano che numerosi problemi finanziari a Mito erano presenti in tutto il Giappone. Fondando la sua argomentazione sul neoconfucianesimo, Fujita riteneva che l'imperatore accordasse il potere allo shōgun per affrontare i pericoli domestici e stranieri. Fujita e gli altri ricercatori di Mito ritenevano che lo shogunato non avesse mantenuto il suo obbligo di preservare la difesa o la prosperità economica del Giappone. Egli suggeriva che il bakufu dovesse fare pressione per riforme e che i daimyo dovessero mettere in atto queste riforme. Le idee di Fujita costituivano una sfida radicale al sistema del bakufu perché egli sosteneva che quest'ultimo avesse omesso di trattare questioni importanti. Fujita concludeva che era a causa dello shogunato che i domini erano divenuti economicamente e militarmente deboli.